# Cyrtopholis portoricae
Cyrtopholis portoricae is een spinnensoort uit de familie van de vogelspinnen (Theraphosidae). De wetenschappelijke naam van de soort werd voor het eerst geldig gepubliceerd in 1917 door Ralph Vary Chamberlin.
De soort komt voor in Puerto Rico.